# Muskogee (Oklahoma)
 For alternative betydninger, se Muskogee. (Se også artikler, som begynder med Muskogee)
Muskogee er en amerikansk by og administrativt centrum for det amerikanske county Muskogee County, i staten Oklahoma. I 2000 havde byen et indbyggertal på 38.310.
Byen Muskogee blev opnåede berømmelse også udenfor Oklahoma, da Merle Haggard i 1969 indspillede sangen "Okie From Muskogee", der hyldede traditionelle amerikanske værdier og kritiserede datidens hippier. Sangen, herunder en liveindspilning fra 1970, opnåede ikonisk status som en "redneck rant" og blev indspillet i flere coverversioner, herunder af hippie-bandet Grateful Dead.